# Mateusz Jeżewski
Mateusz Jeżewski herbu własnego (zm. 1806) – wiceregent grodzki chełmiński w 1767 roku.

## Życiorys
W załączniku do depeszy z 2 października 1767 roku do prezydenta Kolegium Spraw Zagranicznych Imperium Rosyjskiego Nikity Panina, poseł rosyjski Nikołaj Repnin określił go jako posła wątpliwego dla realizacji rosyjskich planów na sejmie 1767 roku, poseł nowotarski na sejm 1767 roku.